# Asturica Augusta
Asturica Augusta est une cité romaine de la province de Tarraconaise. C'est aujourd'hui la ville d'Astorga dans la province de León en Castille-et-León. Elle est fondée autour de 14 av. J.-C. en tant que camp de la Legio X Gemina. Au début du Ier siècle, elle se développe comme cité et est la capitale du conventus asturicensis.
Ses ruines se cachent sous la ville moderne, et parmi elles on doit noter l'Ergástula, les deux ensembles thermaux, les égouts et la domus avec ses mosaïques de l'ours et des oiseaux.

## Contexte géographique
Située sur une colline surplombant un vaste territoire, depuis les monts de León jusqu'à la plaine irriguée du Páramo, elle acquiert durant les Ier et IIe siècles une grande importance en raison du contrôle des mines d'or du Nord-Ouest de la péninsule Ibérique. Elle constituait également un nœud de communication important qui, grâce à de nombreuses voies, était lié aux  cités les plus importantes de l'Hispanie romaine.

### Sources et bibliographie
- (es) Cet article est partiellement ou en totalité issu de l’article de Wikipédia en espagnol intitulé « Asturica Augusta » (voir la liste des auteurs).